# Rosminianer

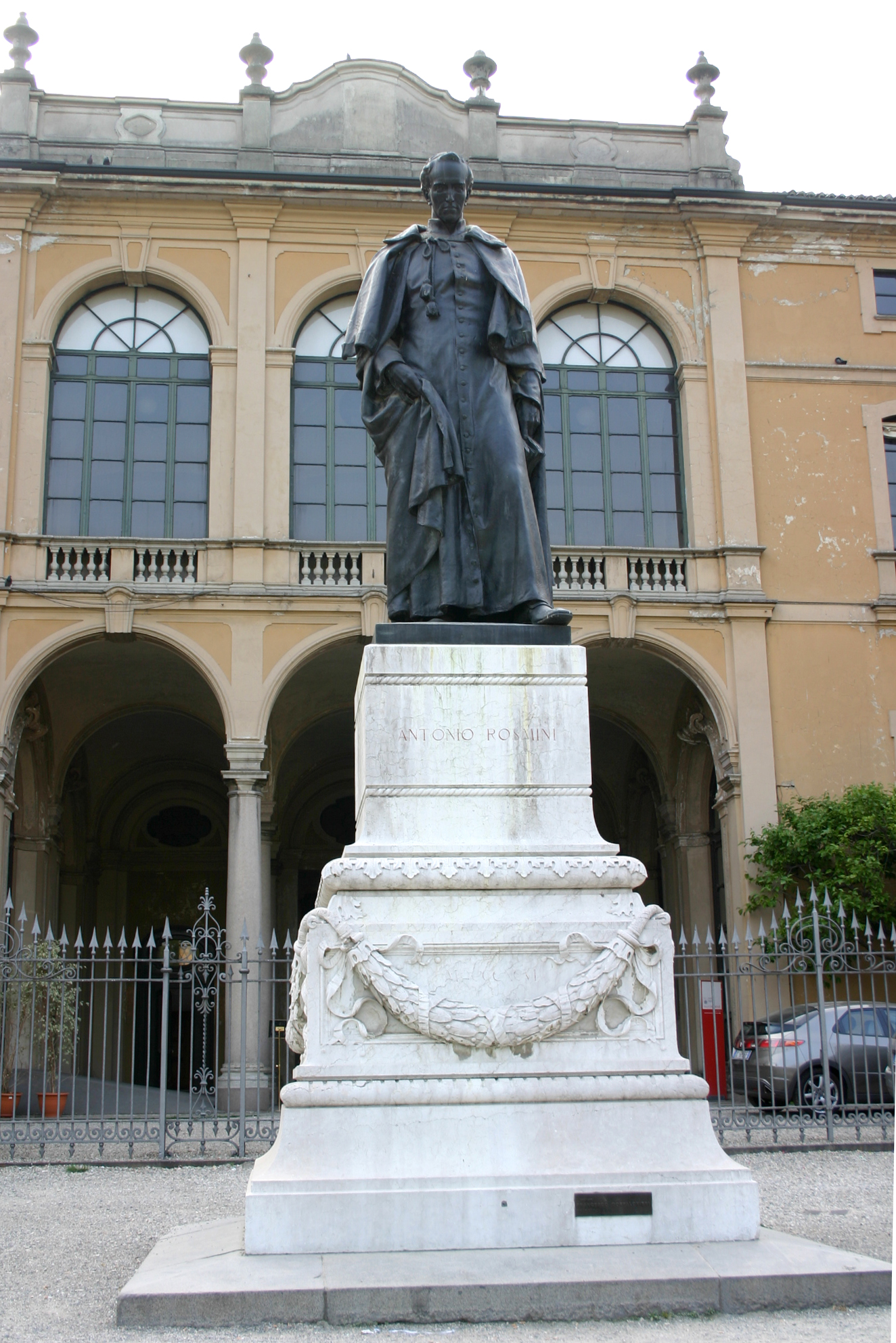
Statue des Ordensgründers Antonio Rosmini in Mailand

Die Rosminianer sind eine römisch-katholische Ordensgemeinschaft von Priestern und Laienbrüdern. Die Kongregation wurde 1828 auf dem Monte Calvario bei Domodossola (Italien) vom Seligen Graf Antonio Rosmini Serbati (1792–1855) als „Institutum Caritatis“ (italienisch: Istituto della Carità, deutsch: Institut der Nächstenliebe) gegründet. Das Ordenskürzel leitet sich von der lateinischen Bezeichnung „Institutum Caritatis“ ab und lautet IC.

## Geschichte
Im Jahre 1827 traf der Priester Antonio Rosmini in Mailand mit dem Abt Jean Loewenbruck zusammen, beide tauschten die ersten Gedanken über die Gründung eines Ordeninstituts aus. Dieses sollte einen Beitrag zur Förderung und Bildung von Geistlichen leisten. Während einer Audienz bei Papst Pius VIII. (Pontifikat: 1829–1830) im März 1829 trug Rosmini sein Anliegen vor und erhielt die Zustimmung zur Ordensgründung. Im Herbst 1830 begann er mit dem ersten Aufbau der Ordensgemeinschaft und ein Jahr später konnte mit der religiösen Ausbildung begonnen werden.
Am 2. Februar 1831 wurde Kardinal Bartolomeo Cappellari, ein guter Freund Rosminis und Förderer des Instituts der Nächstenliebe, zum Papst Gregor XVI. (Pontifikat: 1831–1846) gewählt. Schon im März 1831 erteilte der Papst per Dekretale der Gemeinschaft die Genehmigung zu einer Kongregation bischöflichen Rechts. Im März 1837 legte Rosmini die ersten Ordensregeln beim Papst zur Genehmigung vor und am 16. Juli 1837 erhielt die Kongregation das Decretum laudis. Während des nachfolgenden Genehmigungsverfahrens ergab sich ein Problem über das Verständnis zur Armut. Rosmini wollte keinen absoluten Verzicht von Besitz, er plädierte für eine Form des Eigentums, welches aber der Kirche zum Nutzen gelangen sollte. Erneut musste eine Genehmigung beantragt werden, am 20. Dezember 1838 erteilte Gregor XVI. die päpstliche Approbation zu einem Institut des geweihten Lebens. Am 25. März 1839 legten die ersten Ordenspriester ihr Ordensgelübde ab. Darüber hinaus gelobten fünf Ordensmitglieder, als viertes und zusätzliches Gelübde neben der Armut, der Keuschheit und dem Gehorsam, am 22. August 1839 in Rom ihren ausdrücklichen Gehorsam gegenüber den Papst. In einem Brief vom 20. September 1839 genehmigte der Papst die Statuten, die Ordensregeln und die Namensgebung. Gleichzeitig ernannte er Rosmini zum ersten Generalsuperior des Ordens. 1838 wurde der weibliche Zweig als Rosminianer-Schwestern der Göttlichen Vorsehung gegründet.

## Selbstverständnis
Der Ordensgründer setzte als oberstes Ziel der Gemeinschaft „die unaufhörliche Suche nach dem Heil und der Heiligkeit. Alles für die Kirche. Es handelt sich um eine Eigenschaft, die Rosmini viel abverlangt hat und die im Leben des Seligen äußerst bedeutsam und vorbildhaft aufscheint: eben seine unverbrüchliche und anhaltende Liebe zur Kirche.“ Die Ordensmitglieder sollten auf ihrem Lebensweg offen für die Nächstenliebe sein, hierzu helfen und dienen die Werke der „geistlichen, intellektuellen und weltlichen Liebe“. Nicht die Institution als solches sei wichtig, vielmehr solle die Ordensfamilie für die Kirche Nutzen bringen.

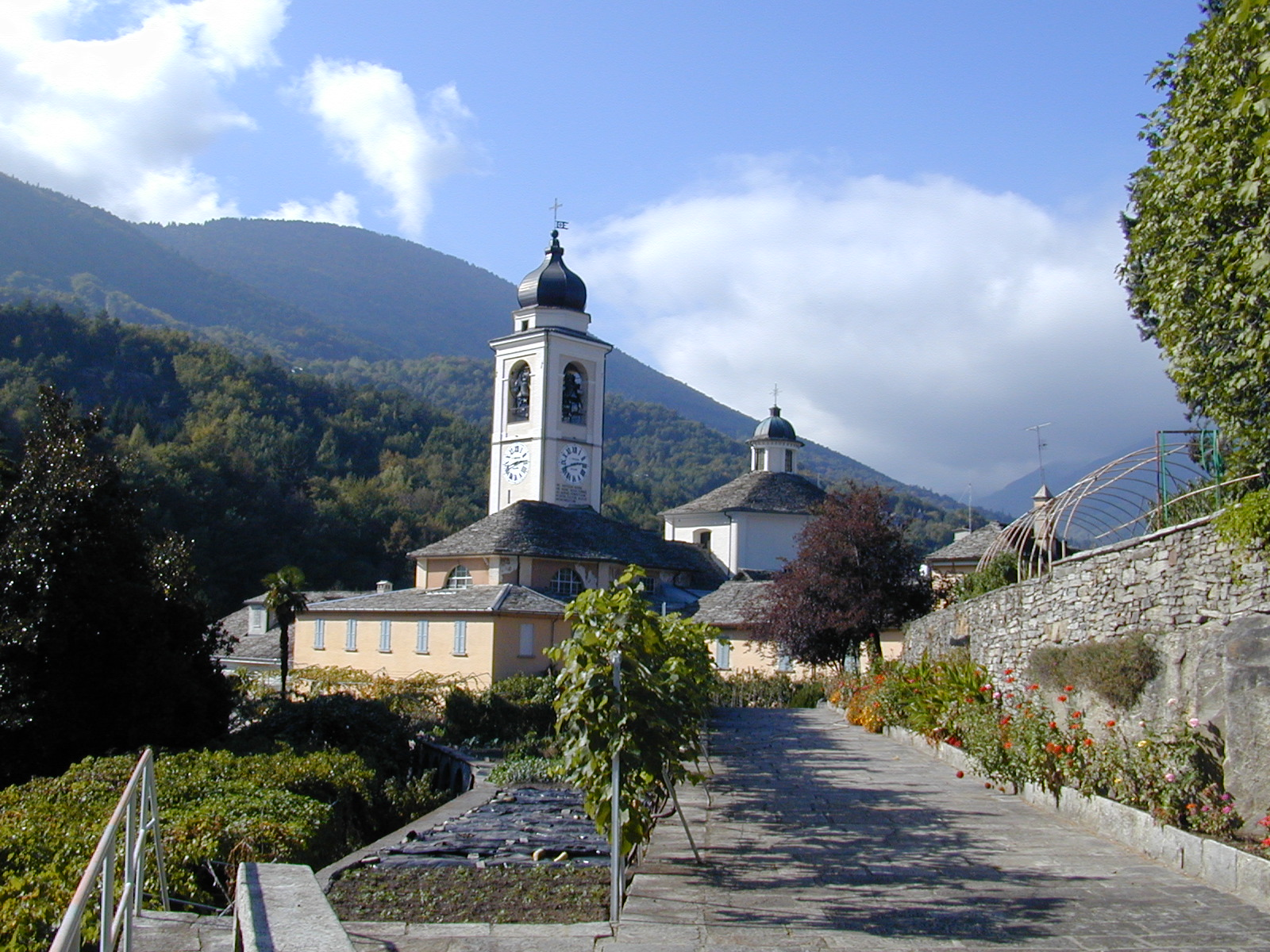
Sacro Monte di Domodossola

## Struktur
Mitglieder in der Ordensgemeinschaft können Priester werden, die das ewige Gelübde ablegen, außerdem als zweite Mitgliederkategorie Laienbrüder, die nur das Gelübde nach den Evangelischen Räten ablegen. 2005 zählte die Ordensgemeinschaft 210 Priester und 304 Laienbrüder, die in 68 Einrichtungen tätig sind.
Die Kongregation wird von einem gewählten Generalsuperior geleitet, zur Generalkurie gehören die Prioren der Ordensprovinzen. Das heutige Generalhaus ist in Rom. Dort, neben der Porta Latina, befindet sich auch das Studienhaus des Ordens, das Collegio Missionario Antonio Rosmini.
Das Mutterhaus hat seinen Sitz auf dem Sacro Monte di Domodossola, hier ist das  Novizenhaus angeschlossen. Weitere bedeutende Bildungseinrichtungen sind das Internationale Zentrum für Rosmini-Studien und das 1839 gegründete Internat in Stresa und das 1873 erbaute Collegio (Internat) in Domodossola. Die Ordensgemeinschaft übernahm 1835 die Pflege und Betreuung der Wallfahrtskirche Sacra di San Michele, einer mittelalterlichen Abtei auf dem Monte Pirchiriano in der Nähe von Turin.

## Das Ordenssymbol
Im Ordenszeichen der Rosminianer und Rosiminianer-Schwestern sind im Außenkreis die umlaufenden Worte Legis (dt.: Gebot) – Plenitudo (dt.: Vollständigkeit oder Ganzheit) – Charitas (dt.: Nächstenliebe) beschrieben, im Kontext heißt dieses sinnbildlich: „Die Erfüllung des Gesetzes ist die Nächstenliebe“. Im mittleren Kreisfeld ist ein Pelikan abgebildet, der drei junge Pelikanküken füttert. Die Symbolik stellt die große Fürsorge des Pelikans für seine Jungen da, die er im Notfall mit dem eigenen Blut ernährt (so eine Legende des Physiologus). Mit diesem Symbol soll Jesus Christus als guter Pelikan dargestellt werden, der sich für die Menschheit opferte und sein Blut zur Rettung der Menschheit hingab. Für die Rosminianer ist es das Zeichen der völligen Hingabe zum großen Dienst für Gott.

## Generalsuperiore
- Antonio Rosmini (1828 – 1855)
- Giambattista Pagani (1855 – 1860)
- Bertetti (1860 – 1874)
- Cappa (1874 – 1877)
- Lanzoni (1877 – 1901)
- Bernardino Balsari (1901 – 1935)
- Giuseppe Bozzetti (1935 – 1956)
- Giovanni Ferdinando Angelo Gaddo (23. Juni 1956 – 5. April 1981)
- Giambattista Zantedeschi (1981 – 7. Januar 1997)
- James Flynn (18. April 1997 – 2021)
- Marco Andrea Tanghetti (seit 2021)

## Einige Persönlichkeiten
- Giovanni Gaddo IC war von 1956 bis 1981 Generalsuperior und von 1981 bis zu seinem Tod 1989 emeritierter Generalsuperior[4]
- Antonio Riboldi IC war von 1978 bis 1999 Bischof von Acerra[5]
- Eugéne Cornelius Arthurs IC war von 1958 bis 1969 Bischof von Tanga und von 1969 bis 1976 emeritierter Bischof unter gleichzeitiger Ernennung zum Titularbischof von Tepelta[6]
- Clemente Riva IC war von 1975 bis 1998 Weihbischof in Rom unter gleichzeitiger Ernennung zum Titularbischof von Atella[7]
- Aloysius Gentili IC (1801–1848) war Missionar in England und Irland[8]
- Vincenzo de Vit IC (1810–1892) Kirchenhistoriker[9]